# فوند
فوند (به آلمانی: Pfunds) یک منطقهٔ مسکونی در اتریش است که در ناحیه لاندک واقع شده‌است. فوند ۱۴۰٫۴ کیلومتر مربع مساحت دارد ۹۷۰ متر بالاتر از سطح دریا واقع شده‌است.